# Joseph Phillips (hokej na travi)
Joseph "Joe" Phillips  (24. ožujka 1911. — 1986.) je bivši indijski hokejaš na travi. Miješanog je podrijetla, anglo-indijskog.
Osvojio je zlatno odličje na hokejaškom turniru na Olimpijskim igrama 1936. u Berlinu igrajući za Britansku Indiju. Odigrao je 1 susret i to na mjestu braniča.

## Vanjske poveznice
- Profil na Database Olympics